# Maisons à pans de bois de la rue Saint-Michel à Pont-l'Évêque
Les maisons à pans de bois de la rue Saint-Michel sont des édifices situés à Pont-l'Évêque, dans le département français du Calvados, en France. Au nombre de huit, construites à pans de bois, elles sont inscrites au titre des monuments historiques.

## Localisation
Les monuments sont situés aux 60, 63, 64-66, 65, 67, 69, 71 et 73 de la rue Saint-Michel, entre 10 et 100 mètres à l'ouest de la l'hôtel de ville (situé au 58).

## Architecture
La façade sur rue et la toiture des maisons des 60 et 67 sont inscrites au titre des monuments historiques depuis le 11 octobre 1930,, celles du 63 depuis le 17 avril 1931, les façades et les toitures des 64-66, 65, 69, 71 et 73 depuis le 16 mai 1952,,,,. Les façades et les toitures sur cour et la cheminée de la cuisine du 67 sont inscrites depuis le 13 août 2004.

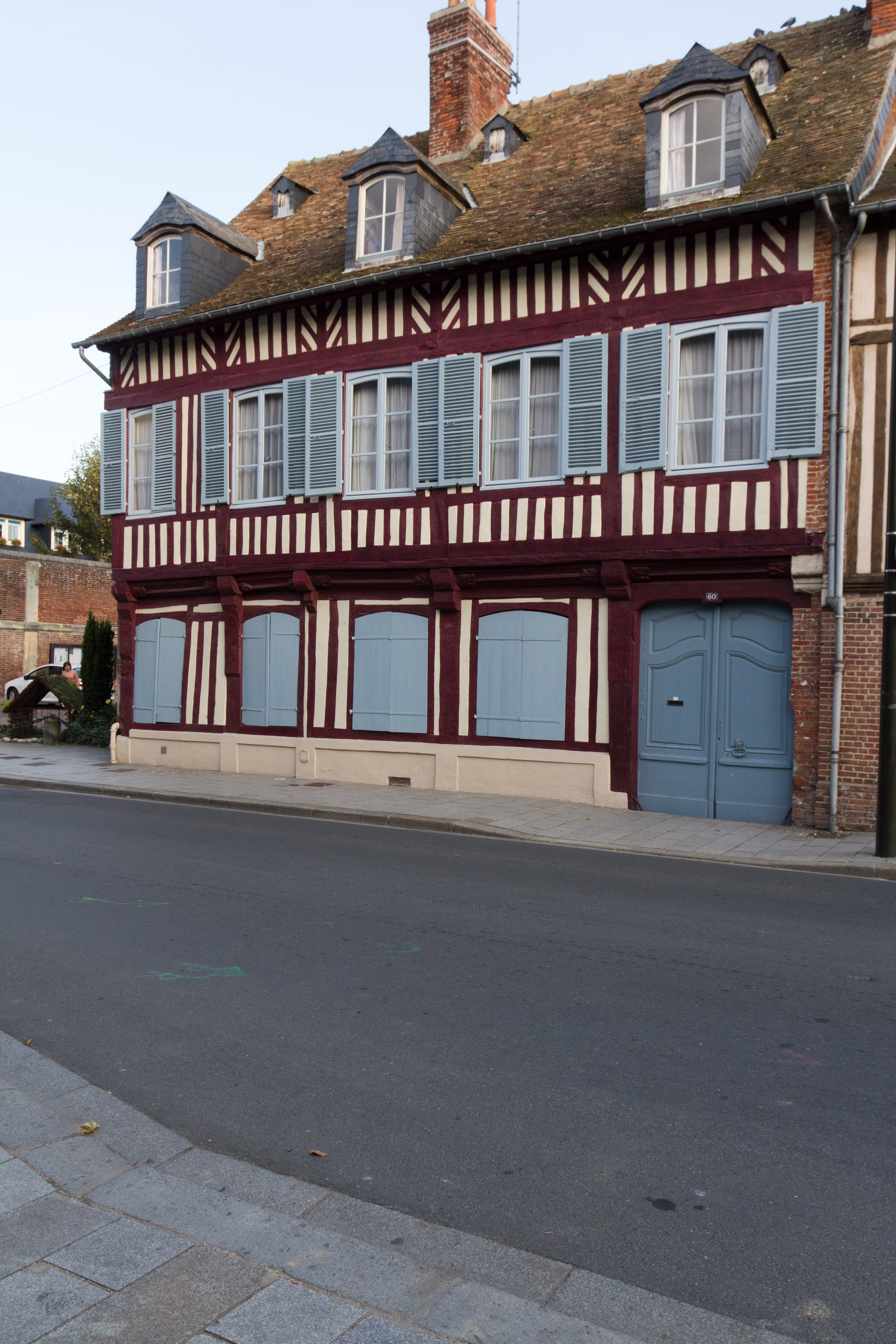
La façade du 60.
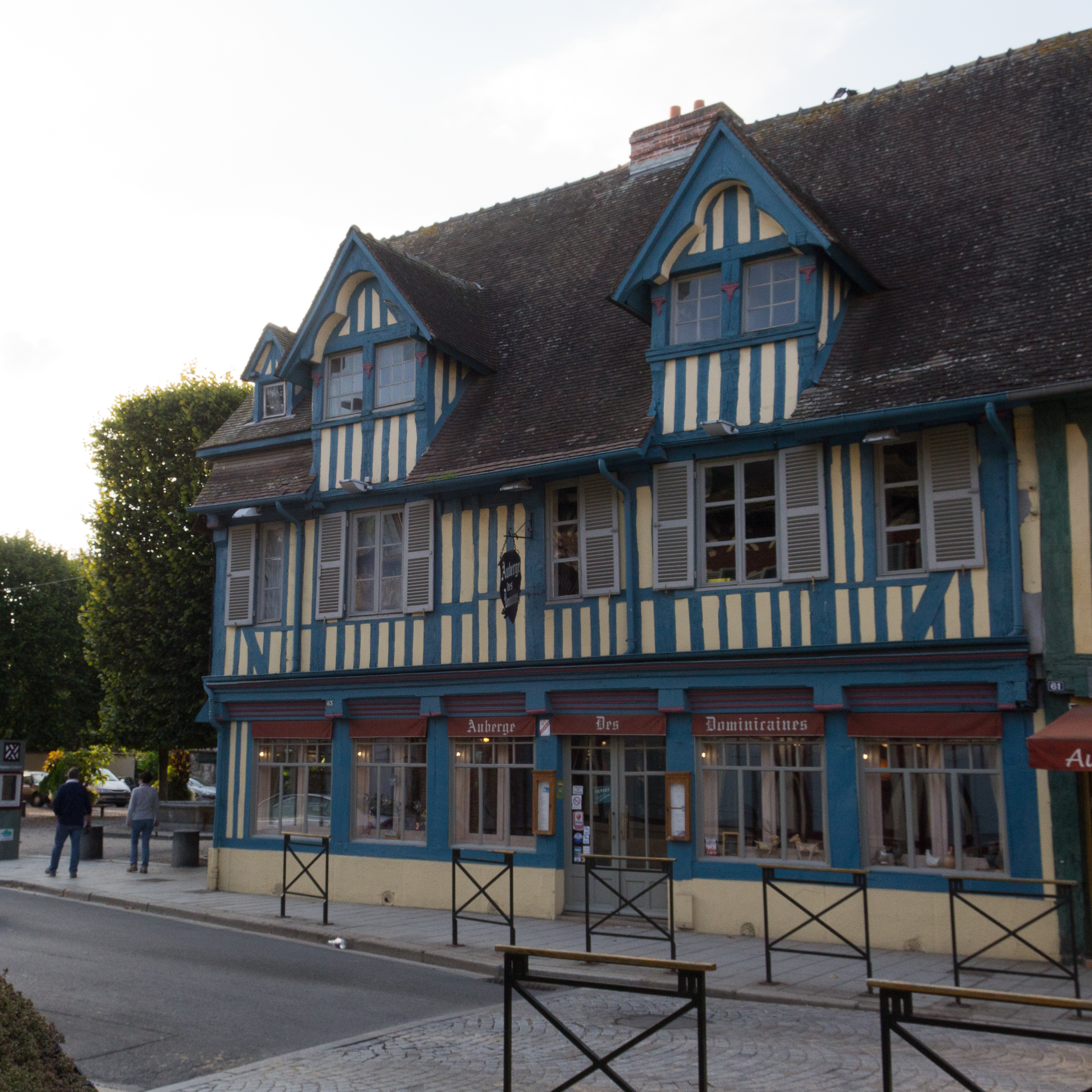
La façade du 63.
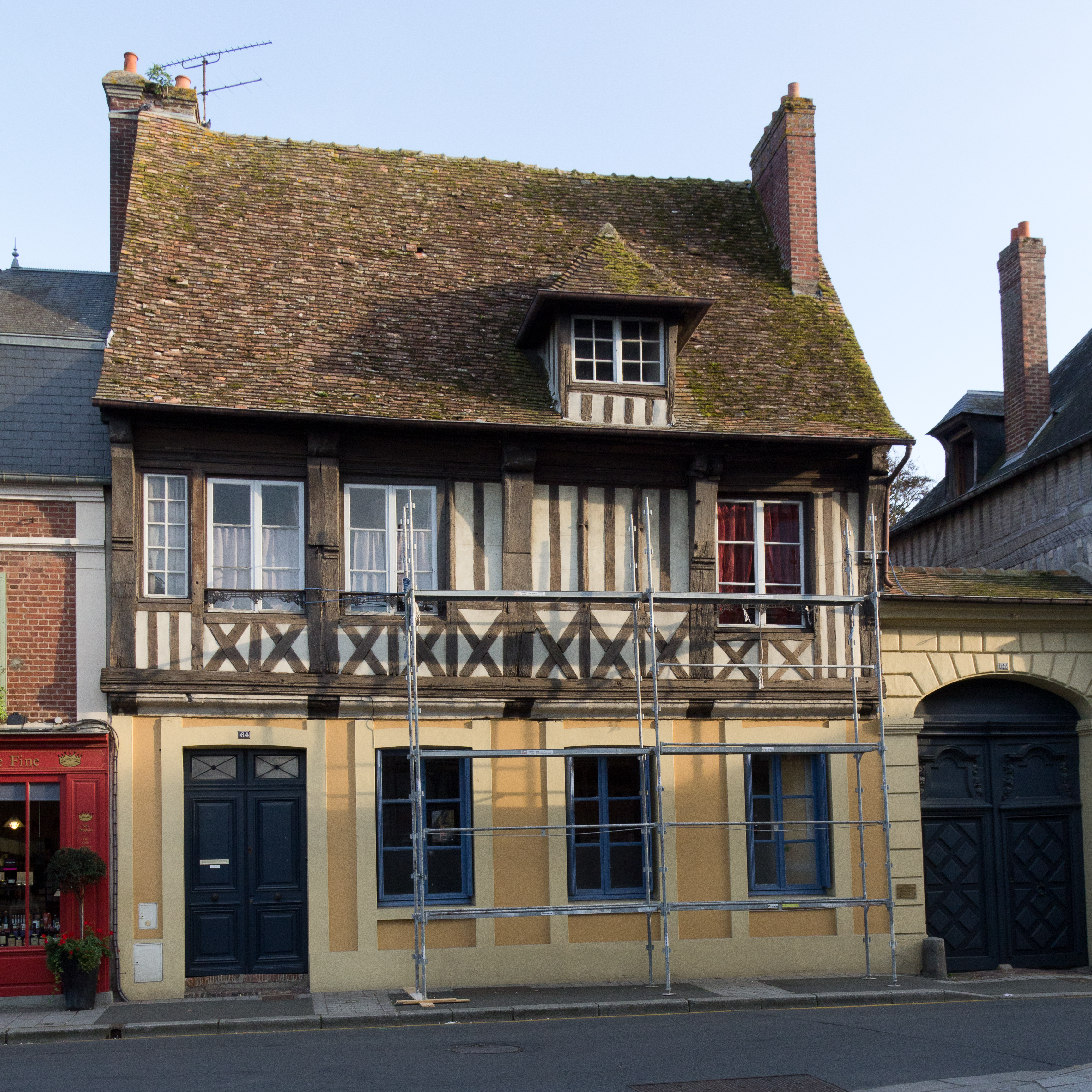
La façade du 64.
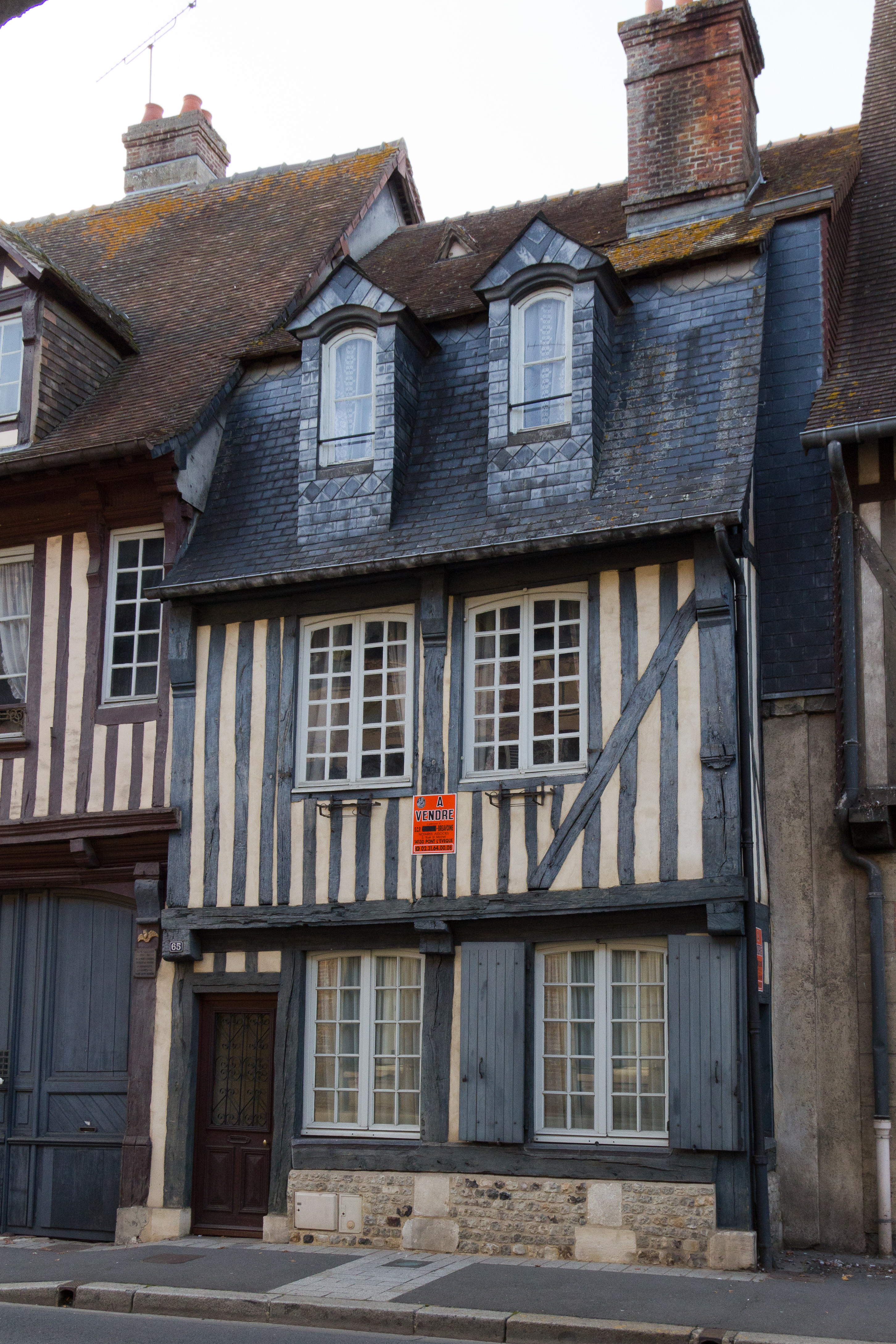
La façade du 65.
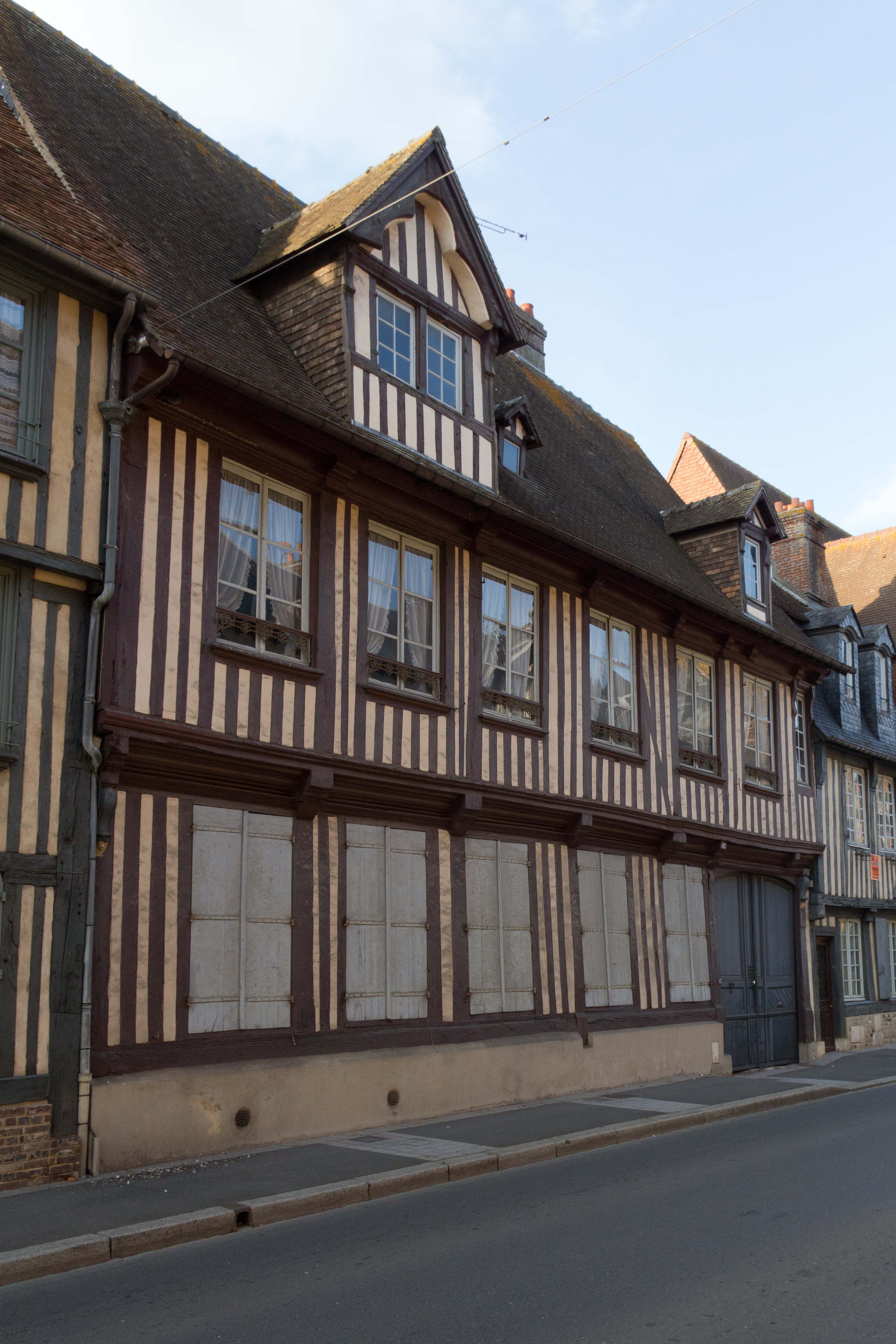
La façade du 67.
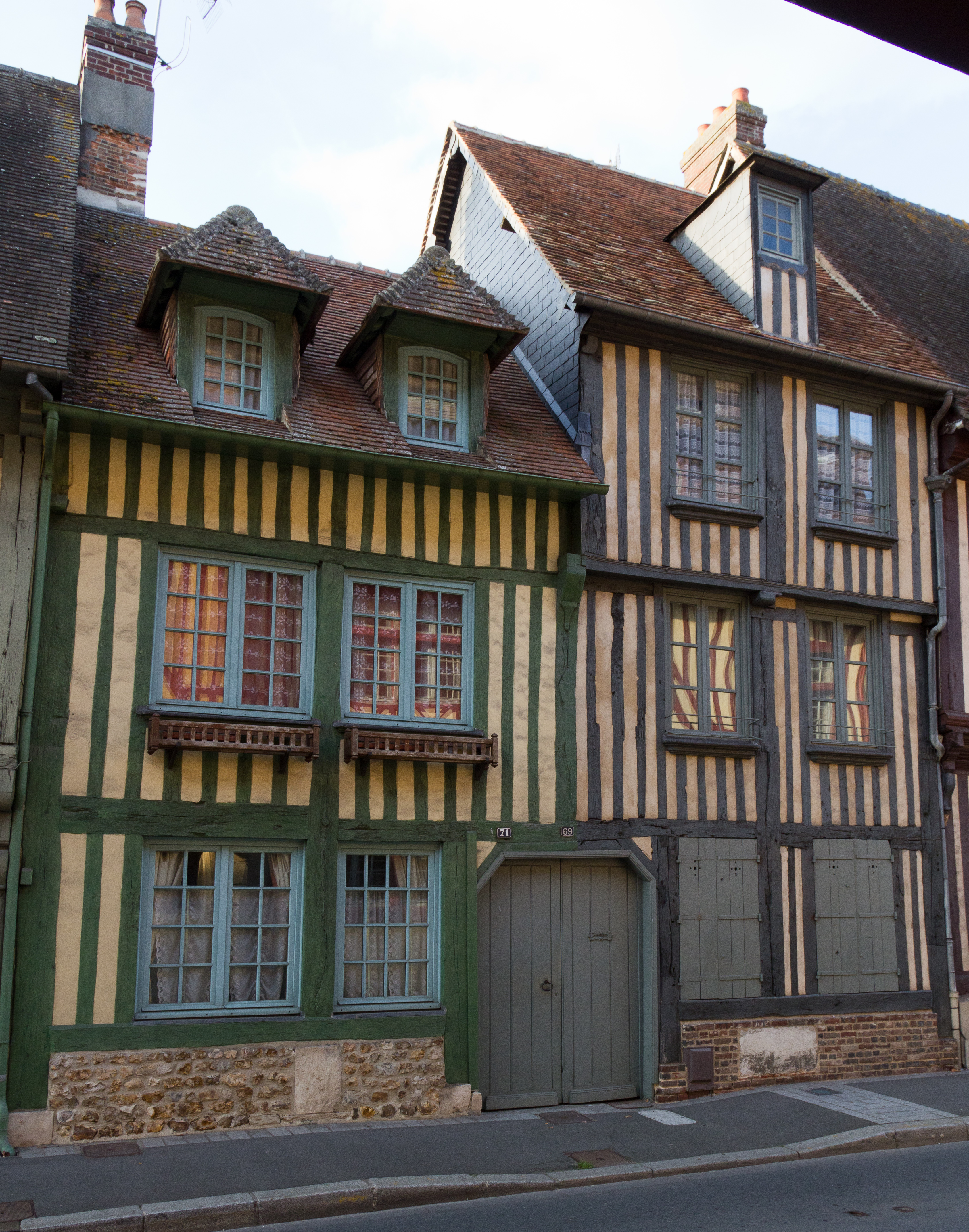
Les façades du 71 et du 69.